# Ivy (banda)
Ivy fue una banda musical de indie pop/indie rock de Nueva York fundada en 1994, compuesta por Adam Schlesinger (vocal y guitarra), la cantante de origen francés Dominique Durand (voz) y Andy Chase (batería).
Ivy posee una influencia que con sus melodías al estilo indie pop y posteriormente electropop con canciones positivas, adornadas con guitarras y teclados delicados junto con la dulce. técnica vocal de su cantante femenina Dominique Durand.

## Influencias
Los miembros de Ivy citan a The Go-Betweens, Burt Bacharach, Jobim, Orange Juice, The Smiths, The Velvet Underground & Nico, The Beatles y Françoise Hardy como sus influencias musicales, así como también otros artistas versionados en el álbum Guestroom.
La técnica vocal de Dominique Durand y su pronunciación parisina es usualmente comparada en artículos musicales con la vocalista francesa Lætitia Sadier de Stereolab.

## Discografía

### Álbumes
- Realistic (1995, Seed)
- Apartment Life (1997, Atlantic)
- Long Distance (2001, Nettwerk)
- Guestroom (2002, Minty Fresh)
- In the Clear (2005, Nettwerk)
- All Hours (2011, Nettwerk)

### EP y sencillos
- Lately (1994, Seed)
- I Hate December (1995, Scratchie)
- Edge of the Ocean (2001, Nettwerk)
- Distant Lights (2011, Nettwerk)
- Fascinated (2011, Nettwerk)